# リッカルド・オルソリーニ
リッカルド・オルソリーニ（Riccardo Orsolini, 1997年1月24日 - ）は、イタリア・アスコリ・ピチェーノ出身のサッカー選手。イタリア代表。セリエA・ボローニャ所属。ポジションはフォワード。

## 経歴
アスコリ・ピッキオFC 1898のユース出身で、そのままトップチームに昇格した。2016年3月26日、セリエBのヴィチェンツァ・カルチョ戦で初出場を果たした。
2017年1月30日、ユヴェントスFCと4年半の契約を交わし、移籍金は600万ユーロ、出来次第では更に400万ユーロの額となった。
2019年6月20日、レンタルで所属していたボローニャFCは買い取りオプションを行使し、完全移籍でオルソリーニを獲得したことを発表した。

## 代表歴
イタリア代表としてU-20代表でプレーし、2017 FIFA U-20ワールドカップに出場し5得点を記録した。
2019年11月、同月に行われるUEFA EURO 2020予選の2試合に向けたイタリア代表に選出され、A代表の初招集を受けた。18日のホームでのアルメニア戦で46分からニコロ・バレッラに代わって出場し代表デビューを果たすと、78分には代表初得点も記録し、9-1の勝利を飾った。

## タイトル
個人
- 2017 FIFA U-20ワールドカップ ゴールデンシューズ